# Воздвиженский, Борис Васильевич
Борис Васильевич Воздви́женский (1912—1997) — советский педагог, заслуженный учитель РСФСР (1961), Герой Социалистического Труда (1968).

## Биография
Родился в многодетной семье сельского священника, выпускника Костромской духовной семинарии. Окончил три класса начальной школы в селе Порга. В 1928 году окончил восьмилетнюю школу 2-й ступени в Галиче, получил специальность учителя младших классов. В 1929 году уехал в Тюменскую область, работал учителем, заведующим в сельской начальной школе, инспектором районного отдела народного образования.
В 1932 году переехал в Москву. Работал учителем физики в хорошевской школе фабрично-заводского ученичества, окончил в 1936 году вечернее отделение физико-математического факультета Московского педагогического института имени В. П. Потёмкина (МГПИ). По окончании института поступил на вечернее отделение аспирантуры МГПИ.
С началом Великой Отечественной войны в июле 1941 года вступил в народное ополчение стрелком 5-й Московской дивизии народного ополчения. В дальнейшем воевал на Калининском, 1-м Прибалтийском и 3-м Белорусском фронтах в составе 158-й стрелковой дивизии. Был награждён медалью «За боевые заслуги» и орденом Красной Звезды.
После окончания войны и до выхода на пенсию в 1988 году, работал учителем физики в школе № 124 Краснопресненского района Москвы на М.Бронной.
Известен как автор передовых методик преподавания физики в средней школе. Член редколлегии журналов «Физика в школе», «Квант». Избирался депутатом Моссовета.
Похоронен на Николо-Архангельском кладбище.

## Сочинения
- Село Порга, его упадок и гибель. Воспоминания.